# Championnat du Portugal féminin de football 1997-1998
Navigation
Édition précédente Édition suivante
Le Nacional Feminino 1997-1998 est la 13e édition du championnat du Portugal féminin de football. Le format de la compétition reste le même que les saisons précédentes. Durant la première phase, dix-neuf équipes divisées en trois groupes régionaux s'affrontent sous forme de championnat, selon le principe des matches aller et retour. À l'issue de cette dernière, les deux premières équipes de chaque groupe s'affrontent dans une phase finale afin de déterminer le champion du Portugal.
Au terme de la saison, le Boavista perd son titre au profit du tout nouveau club du Gatões FC. L'ADC Lobão, qui la saison passée a terminé à la 3e place, et remporté le championnat en 1996, a suspendu sa section féminine, les joueuses ont pour la très grande majorité rejoint le club du Gatões FC. 

## Participants
Ces trois tableaux présentent les dix-neuf équipes qualifiées pour disputer le championnat 1997-1998. On y trouve le nom des clubs, la date de création du club, le nom des stades ainsi que la capacité de ces derniers
La première phase comprend deux groupes de six équipes et une de sept. 
Légende des couleurs
- Vainqueur de la Campeonato Nacional Feminino la saison précédente.
- Promu de division inférieure.

| \| Belinho Boavista Cepanense Fornelos Gatões Valadares \| Localisation des clubs engagés dans la Zona A du championnat. |
| Belinho Boavista Cepanense Fornelos Gatões Valadares                                                                     |

| Nom du club  | Date de création | Dernière montée | Division 1996-1997   | Stade                                             | Capacité | Vict. |
| ------------ | ---------------- | --------------- | -------------------- | ------------------------------------------------- | -------- | ----- |
| CSJ Belinho  | -                | 1997            | Campeonato Distrital | Estádio Municipal António Augusto Martins Pereira | -        | /     |
| Boavista FC  | 1903             | 1985            | Campeonato Nacional  | Campo de Treinos do Estádio do Bessa XXI          | -        | 11    |
| SR Cepanense | 1926             | 1997            | Campeonato Distrital | -                                                 |          | /     |
| GDC Fornelos | 1977             | 1997            | Campeonato Distrital | -                                                 | -        | /     |
| Gatões FC    | 1960             | 1997            | -                    | Campo do Gatões FC                                |          | /     |
| CF Valadares | 1930             | 1997            | Campeonato Distrital | -                                                 |          | /     |

| \| Albergaria U.Coimbra Escola Goleganense Mileu Viseu \| Localisation des clubs engagés dans la Zona B du championnat. |
| Albergaria U.Coimbra Escola Goleganense Mileu Viseu                                                                     |

| Nom du club         | Date de création | Dernière montée | Division 1996-1997  | Stade                                             | Capacité | Vict. |
| ------------------- | ---------------- | --------------- | ------------------- | ------------------------------------------------- | -------- | ----- |
| Clube de Albergaria | 1890             | 1989            | Campeonato Nacional | Estádio Municipal António Augusto Martins Pereira | -        | /     |
| CF União de Coimbra | 1919             | 1985            | Campeonato Nacional | -                                                 | -        | /     |
| Escola Molelinhos   | 1979             | 1990            | Campeonato Nacional | Campo do Vale da Pata                             | 350      | /     |
| FC Goleganense      | 1964             | 1996            | Campeonato Nacional | -                                                 | -        | /     |
| GD Mileu            | -                | 1996            | Campeonato Nacional | -                                                 | -        | /     |
| CD Viseu            | -                | 1988            | Campeonato Nacional | -                                                 | -        | /     |

| \| 1º Dezembro CF Benfica Cacém Camarate Nsa Sra Conceição J. Évora Ferreirense \| Localisation des clubs engagés dans la Zona C du championnat. |
| 1º Dezembro CF Benfica Cacém Camarate Nsa Sra Conceição J. Évora Ferreirense                                                                     |

| Nom du club         | Date de création | Dernière montée | Division 1996-1997   | Stade                    | Capacité | Vict. |
| ------------------- | ---------------- | --------------- | -------------------- | ------------------------ | -------- | ----- |
| SU 1º Dezembro      | 1880             | 1994            | Campeonato Nacional  | Campo Conde de Sucena    | 1 000    | /     |
| Bairro da Conceição | -                | 1987            | Campeonato Distrital | -                        | -        | /     |
| CF Benfica          | 1933             | 1994            | Campeonato Nacional  | Estádio Francisco Lázaro | 1 500    | /     |
| Atlético Cacém      | 1941             | 1997            | Campeonato Distrital | -                        | -        | /     |
| União Camarate      | -                | 1990            | Campeonato Nacional  | -                        | -        | /     |
| Juventude Évora     | 1918             | 1992            | Campeonato Distrital | -                        | -        | /     |
| FC Ferreirense      | 1958             | 1997            | Campeonato Distrital | -                        | -        | /     |

## Compétition

### Première phase
Classement
Le classement est calculé avec le barème de points suivant : une victoire vaut deux points, le match nul un et la défaite zéro.
Critères de départage en cas d'égalité au classement :
1. classement aux points des matchs joués entre les clubs ex æquo ;
2. différence entre les buts marqués et les buts concédés sur la totalité des matchs joués dans le championnat ;
3. plus grand nombre de buts marqués sur la totalité des matchs joués dans le championnat ;
4. en cas de nouvelle égalité, une rencontre supplémentaire aura lieu sur terrain neutre avec, éventuellement, l’épreuve des tirs au but.

#### Zone A
C'est le Boavista FC qui gagne le championnat de la Zone A. Et est accompagné en phase finale, par le tout récent club féminin du Gatões FC.
| Rang | Équipe        | Pts | J  | G | N | P | Bp  | Bc | Diff |
| ---- | ------------- | --- | -- | - | - | - | --- | -- | ---- |
| 1    | Boavista FCT  | 28  | 10 | 9 | 1 | 0 | 118 | 5  | +113 |
| 2    | Gatões FCP    | 25  | 10 | 8 | 1 | 1 | 129 | 6  | +123 |
| 3    | CSJ BelinhoP  | 14  | 10 | 4 | 2 | 4 | 30  | 69 | -39  |
| 4    | CF ValadaresP | 11  | 10 | 3 | 2 | 5 | 15  | 71 | -56  |
| 5    | SR CepanenseP | 4   | 10 | 0 | 4 | 6 | 6   | 55 | -49  |
| 6    | GDC FornelosP | 2   | 10 | 0 | 2 | 8 | 4   | 96 | -92  |

|  | Qualifiés pour la phase finale de la compétition. |
|  | Relégué en division inférieure. |
|  | T Tenant du titre. P Promu de division inférieure. Pts points ; G victoires ; N match nuls ; P défaites Bp buts marqués ; Bc buts encaissés ; Diff différence de buts |

| Résultats (▼dom., ►ext.)                                   | Boa  | Gat  | Bel  | Val  | Cep  | For  |
| Boavista FC                                                |      | 1-1  | 14-1 | 13-0 | 9-0  | 23-0 |
| Gatões FC                                                  | 2-4  |      | 24-0 | 16-0 | 15-0 | 13-0 |
| CSJ Belinho                                                | 0-8  | 1-16 |      | 1-1  | 0-0  | 12-1 |
| CF Valadares                                               | 1-19 | 0-13 | 3-6  |      | 4-2  | 3-0  |
| SR Cepanense                                               | 0-12 | 0-6  | 1-6  | 1-1  |      | 1-1  |
| GDC Fornelos                                               | 0-15 | 0-23 | 1-3  | 0-2  | 1-1  |      |
| - Victoire à domicile - Match nul - Victoire à l'extérieur |      |      |      |      |      |      |

#### Zone B
Aucun nouveau club dans cette zone où ont été reversé, le Clube de Albergaria, de la Zone A, et le Futebol Clube Goleganense, qui lui vient de la Zone C. C'est une nouvelle fois la victoire de l'União de Coimbra, qui est accompagnée par l'Escola Futebol Clube Molelinhos en phase finale.
| Rang | Équipe              | Pts | J  | G | N | P | Bp | Bc | Diff |
| ---- | ------------------- | --- | -- | - | - | - | -- | -- | ---- |
| 1    | CF União de Coimbra | 25  | 10 | 8 | 1 | 1 | 46 | 9  | +37  |
| 2    | Escola Molelinhos   | 22  | 10 | 7 | 1 | 2 | 42 | 10 | +32  |
| 3    | Clube de Albergaria | 18  | 10 | 5 | 3 | 2 | 19 | 13 | +6   |
| 4    | CD Viseu            | 12  | 10 | 3 | 3 | 4 | 14 | 24 | -10  |
| 5    | GD Mileu            | 6   | 10 | 2 | 0 | 8 | 7  | 49 | -42  |
| 6    | Goleganense         | 3   | 10 | 1 | 0 | 9 | 8  | 31 | -23  |

|  | Qualifiés pour la phase finale de la compétition. |
|  | Relégué en division inférieure. |
|  | T Tenant du titre. P Promu de division inférieure. Pts points ; G victoires ; N match nuls ; P défaites Bp buts marqués ; Bc buts encaissés ; Diff différence de buts |

| Résultats (▼dom., ►ext.)                                   | Coi | Esc | Alb | Vis | Mil | Gol |
| CF União de Coimbra                                        |     | 3-1 | 4-1 | 4-1 | 9-1 | 3-0 |
| Escola Molelinhos                                          | 3-2 |     | 3-0 | 1-1 | 8-0 | 4-1 |
| Albergaria                                                 | 1-1 | 3-2 |     | 1-1 | 5-1 | 2-0 |
| CD Viseu                                                   | 1-8 | 0-5 | 0-0 |     | 2-0 | 3-0 |
| GD Mileu                                                   | 0-7 | 0-9 | 0-4 | 0-4 |     | 2-0 |
| Goleganense                                                | 0-5 | 0-6 | 1-2 | 5-1 | 1-3 |     |
| - Victoire à domicile - Match nul - Victoire à l'extérieur |     |     |     |     |     |     |

#### Zone C
C'est à nouveau le 1º Dezembro, qui remporte le championnat de zone C. Devançant largement le CF Benfica.
| Rang | Équipe               | Pts | J  | G  | N | P  | Bp  | Bc | Diff |
| ---- | -------------------- | --- | -- | -- | - | -- | --- | -- | ---- |
| 1    | SU 1º Dezembro       | 34  | 12 | 11 | 1 | 0  | 125 | 4  | +121 |
| 2    | CF Benfica           | 29  | 12 | 9  | 2 | 1  | 53  | 9  | +44  |
| 3    | União Camarate       | 20  | 12 | 6  | 2 | 4  | 33  | 43 | -10  |
| 4    | Atlético CacémP      | 18  | 12 | 6  | 0 | 6  | 18  | 34 | -16  |
| 5    | Juventude ÉvoraP     | 14  | 12 | 4  | 2 | 6  | 21  | 59 | -38  |
| 6    | FC FerreirenseP      | 6   | 12 | 2  | 0 | 10 | 5   | 62 | -57  |
| 7    | Bairro da ConceiçãoP | 1   | 12 | 0  | 1 | 11 | 3   | 47 | -44  |

|  | Qualifiés pour la phase finale de la compétition. |
|  | Relégué en division inférieure. |
|  | T Tenant du titre. P Promu de division inférieure. Pts points ; G victoires ; N match nuls ; P défaites Bp buts marqués ; Bc buts encaissés ; Diff différence de buts |

| Résultats (▼dom., ►ext.)                                   | 1ºD  | CFB | Cam  | Cac | Évo  | Fer | Con |
| SU 1º Dezembro                                             |      | 3-0 | 13-0 | 9-0 | 19-0 | 9-0 | 9-0 |
| CF Benfica                                                 | 3-3  |     | 2-1  | 7-0 | 12-0 | 8-0 | 2-0 |
| União Camarate                                             | 0-17 | 2-2 |      | 5-1 | 8-3  | 4-0 | 5-0 |
| Atlético Cacém                                             | 1-6  | 0-5 | 1-0  |     | 4-0  | 2-0 | 3-0 |
| Juv. Évora                                                 | 0-8  | 0-4 | 3-3  | 2-0 |      | 6-0 | 1-1 |
| FC Ferreirense                                             | 0-19 | 0-3 | 0-2  | 0-4 | 0-4  |     | 3-0 |
| Bairro da Conceição                                        | 0-10 | 0-5 | 1-3  | 0-2 | 0-2  | 1-2 |     |
| - Victoire à domicile - Match nul - Victoire à l'extérieur |      |     |      |     |      |     |     |

### Phase finale
Phase finale assez serrées, où les trois premiers se tiennent à 3 points. Les six équipes qualifiées pour la phase finale s'opposent dans un championnat aller-retour. Le Boavista, perd son titre, laissant celui-ci au Gatões Futebol Clube à un petit point. Le 1º Dezembro quant à lui finit troisième à 2 points du premier.
| Rang | Équipe            | Pts | J  | G | N | P | Bp | Bc | Diff |
| ---- | ----------------- | --- | -- | - | - | - | -- | -- | ---- |
| 1    | Gatões FCP        | 25  | 10 | 8 | 1 | 1 | 43 | 9  | +34  |
| 2    | Boavista FCT      | 24  | 10 | 8 | 0 | 2 | 46 | 12 | +34  |
| 3    | SU 1º Dezembro    | 22  | 10 | 7 | 1 | 2 | 37 | 9  | +28  |
| 4    | União de Coimbra  | 10  | 10 | 3 | 1 | 6 | 9  | 35 | -26  |
| 5    | Escola Molelinhos | 4   | 10 | 1 | 1 | 8 | 7  | 54 | -47  |
| 6    | CF Benfica        | 2   | 10 | 0 | 2 | 8 | 7  | 30 | -23  |

|  | Vainqueur de la compétition. |
|  | T Tenant du titre. P Promu de division inférieure. Pts points ; G victoires ; N match nuls ; P défaites Bp buts marqués ; Bc buts encaissés ; Diff différence de buts |

| Résultats (▼dom., ►ext.)                                   | Gat | Boa | 1º D | Coim | Esc  | CFB |
| Gatões FC                                                  |     | 2-3 | 1-1  | 4-1  | 8-0  | 4-0 |
| Boavista FC                                                | 2-4 |     | 1-3  | 6-0  | 8-1  | 3-0 |
| SU 1º Dezembro                                             | 1-2 | 0-3 |      | 4-0  | 10-0 | 3-0 |
| União de Coimbra                                           | 0-4 | 0-7 | 0-4  |      | 2-0  | 1-1 |
| Escola Molelinhos                                          | 0-3 | 1-9 | 1-9  | 1-3  |      | 1-1 |
| CF Benfica                                                 | 1-8 | 1-4 | 1-2  | 1-2  | 1-2  |     |
| - Victoire à domicile - Match nul - Victoire à l'extérieur |     |     |      |      |      |     |